# 屋簷

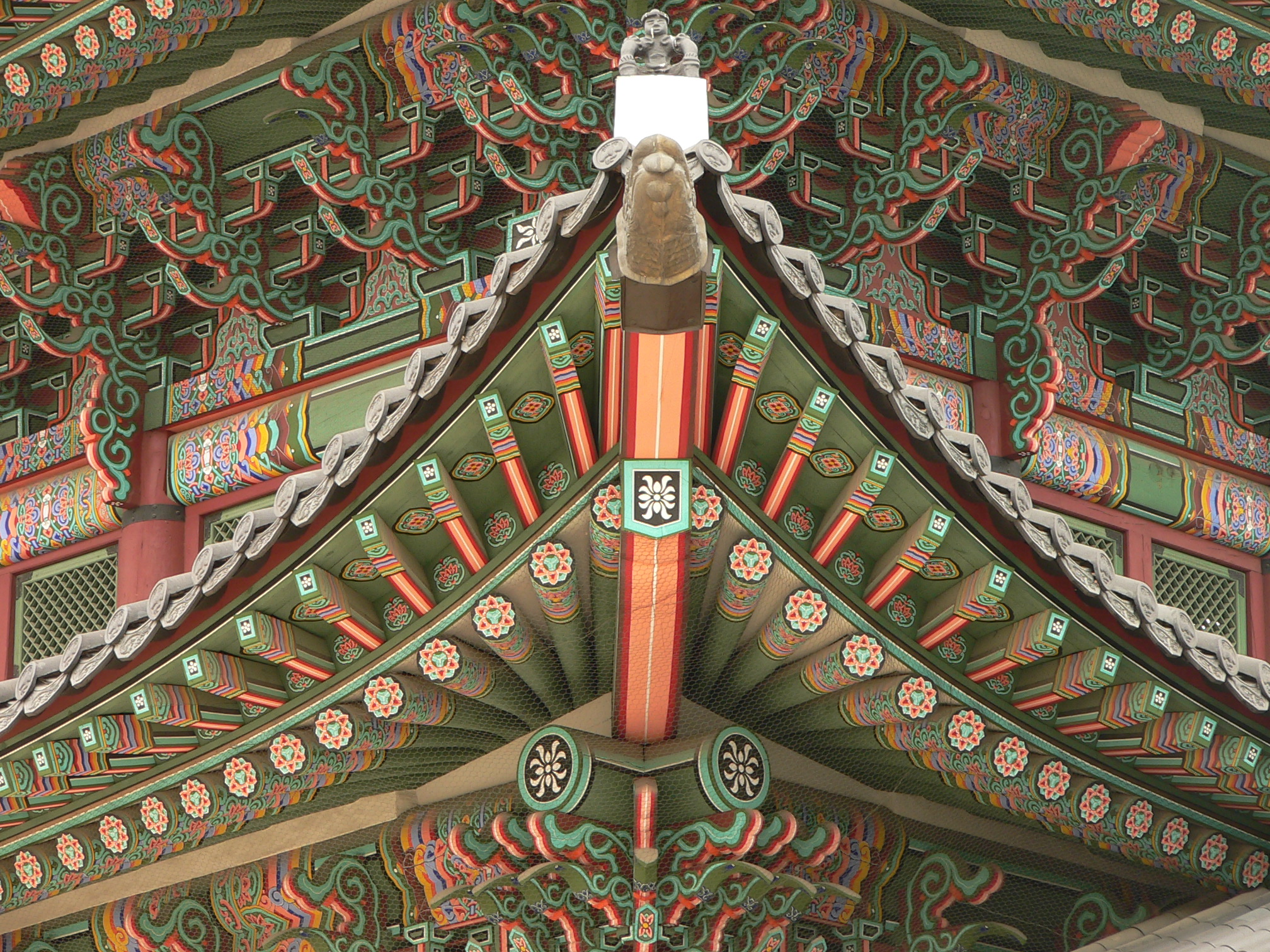
景福宮的屋簷

屋簷，是屋頂邊凸出引雨水滴落地面的上蓋，也能起到调节日光射入的作用。英语中的屋檐一词源自古英语的“efes”一词，意指边缘。
中国南方地区相对多雨，因此屋檐一般比相对少雨的北方地区长，且屋檐两面相接处的屋脊陡峭而且尾端翘起，称“飞檐”。这种设计使雨水可以快速流下，并沿着飞檐被抛出，远离墙体，达到减少雨水对墙体的侵蚀，增加墙体的寿命的目的。而中国北方屋檐多平缓，这一设计可以减轻冬季的积雪对屋檐的压力。北方屋檐且多采用重檐，即在使用双层瓦片增加屋顶强度和厚重感。
中国屋脊上面的兽性装饰品称作吻兽或脊兽，可以看出建筑所在地的文化，江南地区多鱼龙兽，闽南地区则是鱼和龙并列，都象征着主人鱼跃龙门的美好愿景。在复杂屋檐中，吻兽可以出现在多条屋脊上的不同地方。明清时期，根据房屋主人官位的不同，吻兽的数量和大小也有着相应规定。最高等级的殿宇，为北京故宫的太和殿，垂脊兽的数目也最多，有十个另加一位骑鹤仙人。